# Малоскид

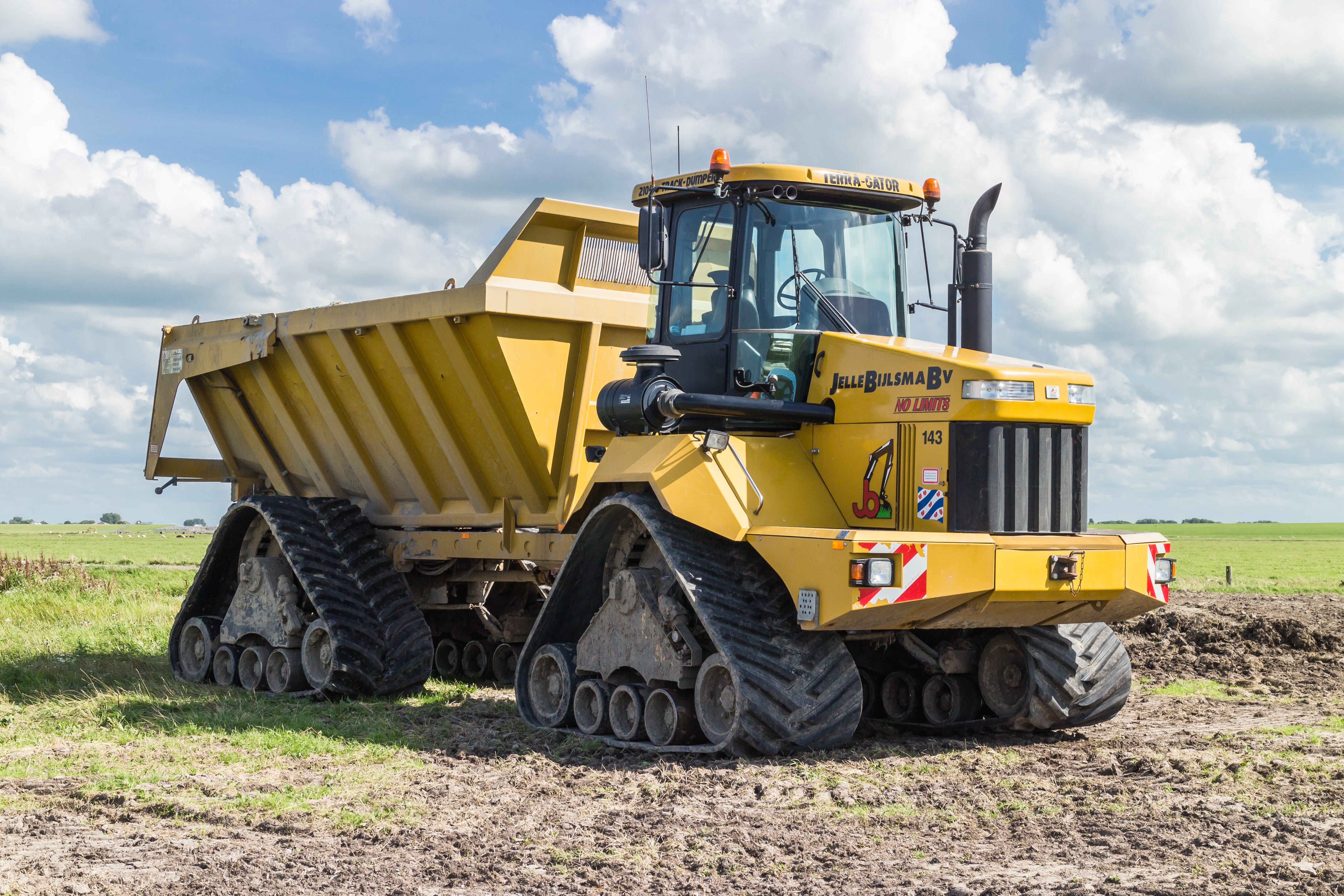
Малоскид на гусеничному рушії

Ма́лоски́д[джерело?] (англ. dumper)  — спеціалізована самохідна самоскидна машина, зазвичай невелика, призначена для перевезення відносно невеликих об'ємів сипучих вантажів на невеликі відстані (до 1—2 км), в цих умовах проявляє вищу продуктивність порівняно з автосамоскидом.
Більша порівняно з автосамоскидами продуктивність малоскидів під час роботи на коротких відстанях зумовлена специфічною конструкцією цих машин, що забезпечує їм малий радіус повороту, швидке розвантаження та можливість роботи «човником» (без розвороту) з однаковою швидкістю вперед і назад. Малоскиди широко застосовуються під час будівництва доріг, на земляних роботах і т. д.; невеликі порівняно зі звичайними самоскидами габарити, добра маневреність і можливість човникової роботи дає змогу ефективно застосовувати їх в умовах сильно обмеженого простору гірських видобувань і будівництва тунелів.
Малоскиди мають коротку базу, що додатково збільшує їхню маневреність. Ходова частина машин — звичаєво колісна двовісна з широкопрофільними шинами, з великими кутами повороту керованих коліс (інколи з меншими діаметром порівняно з некерованими), рідше — гусенична (відомі також випадки створення в 1930-х роках малоскидів із напівгусеничним рушієм, що однак не здобули суттєвого застосування). Для виконання човникової роботи малоскиди часто оснащені подвоєними органами управління та обертовим сидінням водія, як правило — розміщеним відкрито. Деякі найбільш компактні моделі малоскидів керуються водієм, що крокує за машиною, подібно до мотоблоків.

## Галерея

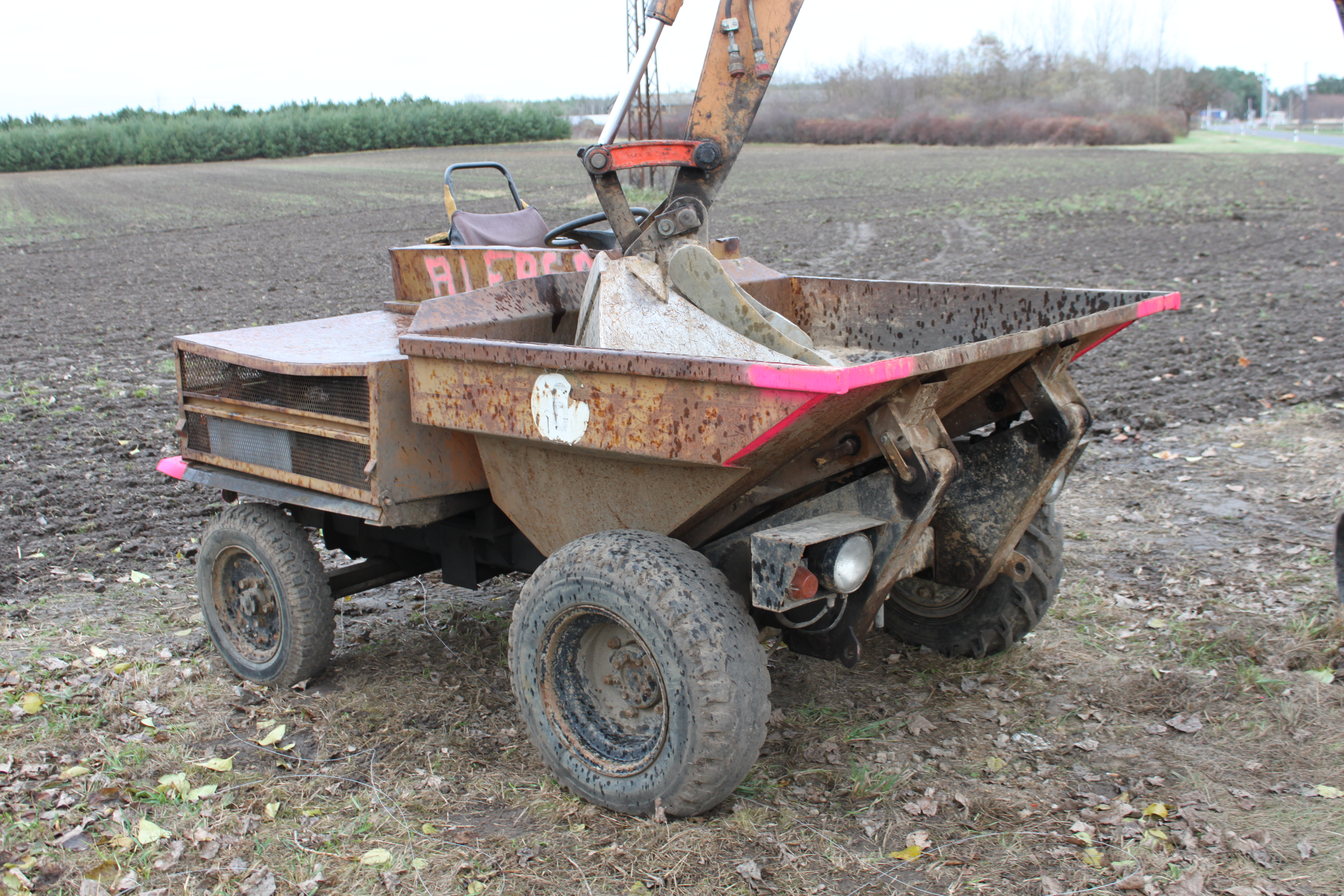
Малоскид Waran східно-німецької фірми IFA. Добре видно різний діаметр коліс ведучого та керованого мостів
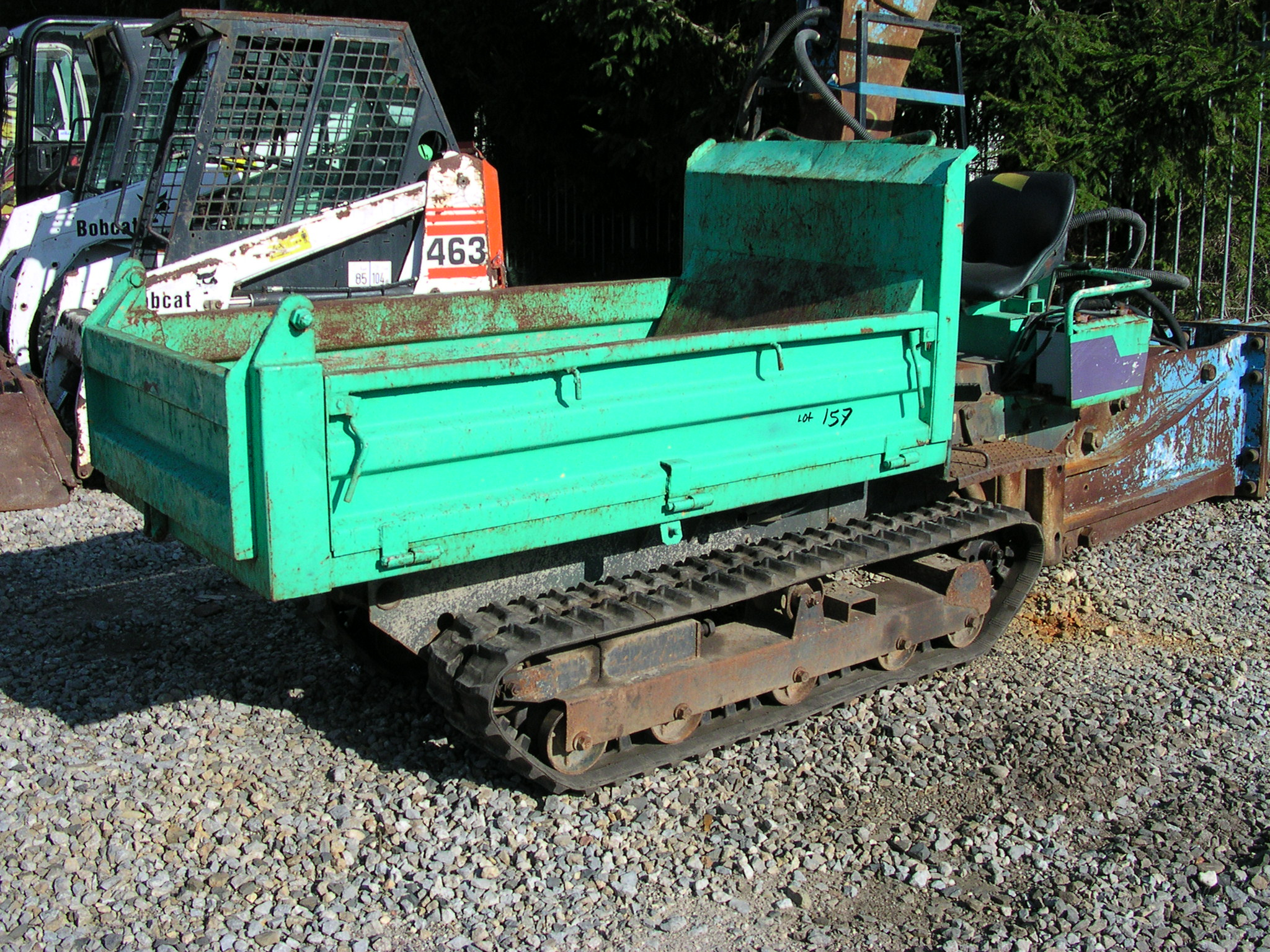
Гусеничний малоскид C 10 R виробництва японської фірми Yanmar
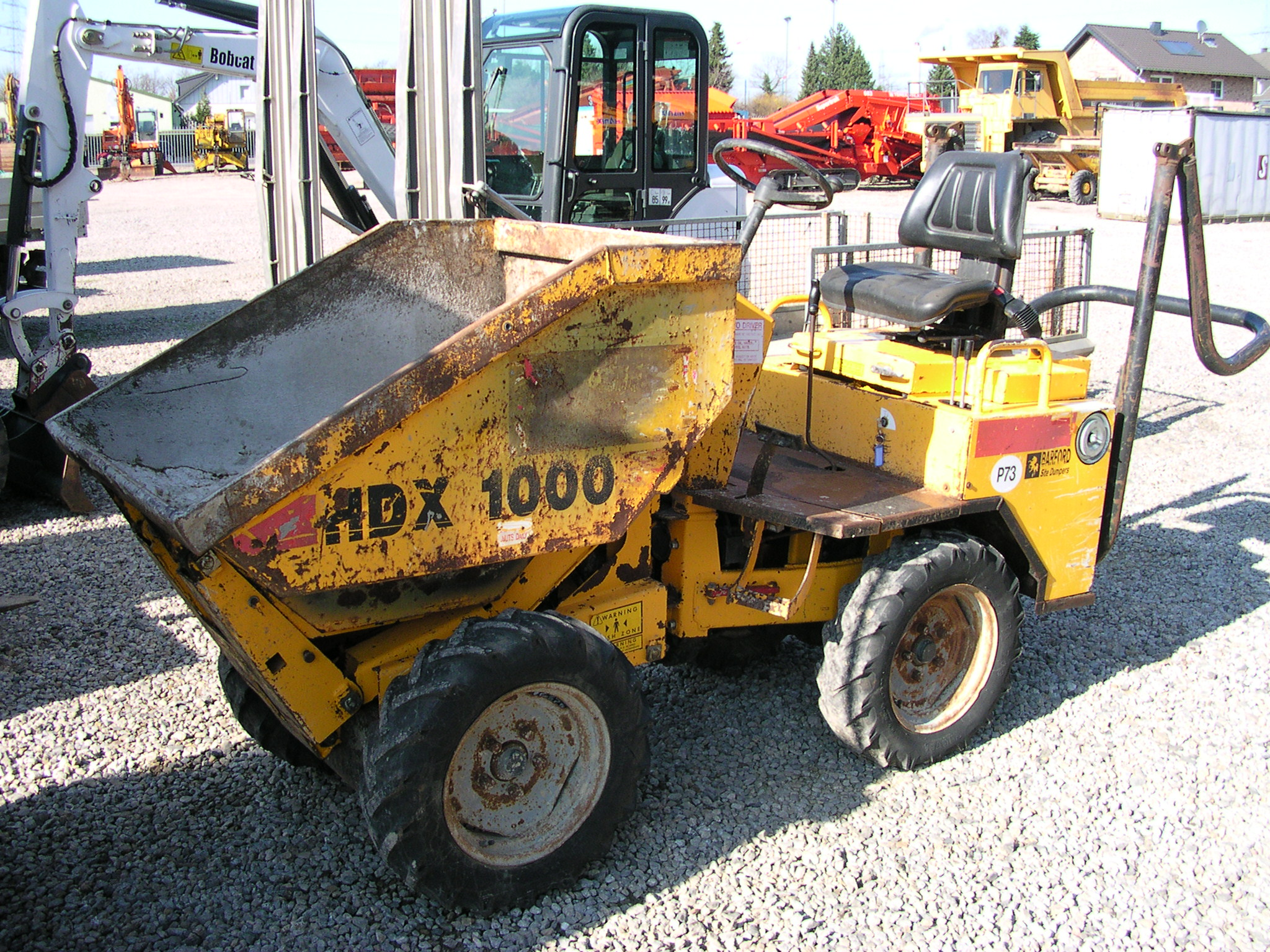
Малоскид HDX 1000 фірми Barford